# Chaldejská archeparchie arbílská
Chaldejská archeparchie irbílská je archieparchie chaldejské katolické církve v autonomní oblasti Irácký Kurdistán. Jejím archieparchou je redemptorista Bašar Matti Warda.

## Historie
Dnešní Irbíl byl centrem antické provincie Adiabéné, která měla své biskupy snad již od 2. století. V roce 484 se nestoriánská církev oddělila od obecné církve, ve 13. století biskup přesídlil do Mosulu. V 17. století eparchie zanikla, a byla obnovena až v roce 1968 jako archieparchie.

## Současnost
- Katedrála sv. Josefa v Ankawě, postavená v letech 2007–2017